# Не можу дочекатися
«Не можу дочекатися» (англ. Can't Hardly Wait) — американська комедія 1998 року.

## Сюжет
Події розгортаються на випускній вечірці старшої школи наприкінці 1990-х. Престон Меєрс планує зізнатися про своє кохання своїй чотирирічній таємній любові Аманді Беккет, найпопулярнішій дівчині в школі та королеві випускного балу в старших класах, яку нещодавно кинув її бойфренд популярний у школі Майк Декстер. Найкраща подруга Престона Деніз Флемінг не має наміру йти на вечірку, але Престон тягне її за собою. Їхній однокласник-ботанік Вільям Ліхтер планує на цій вечірці помститися Майку за роки безжальних знущань. Кенні Фішер планує втратити цноту до кінця ночі. Інші зайняті своїми проблемами — знайти партнера для сексу або добряче напитися.

## У ролях
| Актор                | Роль                               |
| -------------------- | ---------------------------------- |
| Ітан Ембрі           | Престон Меєрс                      |
| Дженніфер Лав Г'юїтт | Аманда Беккет                      |
| Сет Грін             | Кенні Фішер                        |
| Лорен Амброуз        | Деніз Флемінг                      |
| Пітер Фачінеллі      | Майк Декстер                       |
| Чарлі Корсмо         | Вільям Ліхтер                      |
| Мішель Брукхерст     | Моллі Стінсон, господарка вечірки  |
| Мелісса Джоан Гарт   | Вікі, дівчина з випускним альбомом |
| Роберт Джейн         | Річі Кулбой                        |
| Кріс Овен            | Кід, клептоман                     |
| Джеррі О'Коннелл     | Тріп Макніл                        |
| Дженна Ельфман       | ангел-стриптизерка                 |

| Актор            | Роль                          |
| ---------------- | ----------------------------- |
| Дональд Фейсон   | Ден, барабанщик «Love Burger» |
| Брекін Меєр      | Волтер, соліст «Love Burger»  |
| Ерік Бальфур     | Стів, хлопець-хіпі            |
| Сельма Блер      | однокласниця Майка            |
| Ченнон Роу       | Джейк, друг Майка             |
| Шон Патрік Томас | Бен, друг Майка               |
| Фредді Родрігес  | Ті-Джей, друг Майка           |
| Ерік Палладіно   | Рон, кузен Аманди             |
| Сара Рю          | випускниця                    |
| Марісоль Ніколс  | випускниця                    |
| Джейсон Сіґел    | хлопець з кавуном             |
| Ембер Бенсон     | Стефані, забита дівчина       |

## Критика
На Rotten Tomatoes фільм отримав оцінку 40% на основі 62 відгуків від критиків і 63% від більш ніж 50 000 глядачів.